# Le Plan-de-la-Tour
Le Plan-de-la-Tour (bis 2008 Plan-de-la-Tour) ist eine französische Gemeinde mit 3068 Einwohnern (Stand 1. Januar 2022) im Département Var in der Region Provence-Alpes-Côte d’Azur. Sie gehört zum Kanton Sainte-Maxime im Arrondissement Draguignan.

## Geografie
Le Plan-de-la-Tour liegt umgeben von bewaldeten Hügeln in einer fruchtbaren Ebene am Préconil und seinen Zuflüssen im Massif des Maures. Von hier aus erheben sich der Colle Dure auf 538 m und der Santpeire auf 412 m. Neben der Ortschaft Le Plan-de-la-Tour zählen weitere 24 Dörfer und Weiler zur Gemeinde. Von der auf einem Hügel gelegenen Ortschaft Valaury aus überblickt man das gesamte Flusstal.

## Geschichte
Die Anfänge der Geschichte von Le Plan-de-la-Tour reichen in prähistorische Zeit zurück. Dolmen, (Dolmen von Saint-Sébastien), Menhire (Menhir von Pra-Bourdin) und Pfeilspitzen dokumentieren die Anwesenheit von Menschen während der jungsteinzeitlichen Megalithkultur und der Bronzezeit. Archäologische Funde belegen auch die Besiedelung in der keltisch-ligurischen und gallo-römischen Epoche.
Nach der sarazenischen Besiedelung im frühen Mittelalter beginnt die neuere Geschichte zwischen dem 10. und 12. Jahrhundert mit einem kleinen auf einem Hügel gelegenen Dorf, das als Castrum de Planaturris in den Quellen erscheint. Im 15. Jahrhundert zog sich die Bevölkerung auf der Flucht vor den wieder heranrückenden Sarazenen ins Hinterland zurück. Bald war die Gegend, die darüber hinaus unter Pestepidemien zu leiden hatte, fast vollständig von Menschen verlassen. Erst im 16. Jahrhundert siedelten sich wieder langsam Menschen in den Dörfern der Umgebung an. Zu Beginn des 17. Jahrhunderts erscheint dann erstmals der heutige Name Plan de la Tour in den Urkunden.
Während der Französischen Revolution löste sich Plan-de-la-Tour von La Garde-Freinet und wurde 1792 zu einer selbständigen Gemeinde. Per Dekret vom 3. Oktober 2008 wurde die Gemeinde in Le Plan-de-la-Tour umbenannt.

### Bevölkerung
Seit Anfang der 1960er Jahre kann Le Plan-de-la-Tour ein starkes Bevölkerungswachstum verzeichnen. Innerhalb von gut 40 Jahren verdreifachte sich die Bevölkerung von etwa 820 auf mehr als 2500 Einwohner.
| Jahr                       | 1962 | 1968 | 1975 | 1982 | 1990 | 1999 | 2009 | 2017 |
| Einwohner                  | 820  | 1036 | 1260 | 1448 | 1991 | 2380 | 2859 | 2827 |
| Quellen: Cassini und INSEE |      |      |      |      |      |      |      |      |

## Persönlichkeiten
- Den Schriftsteller Jean Aicard (1848–1921) inspirierte Le Plan-de-la-Tour zu seinem Roman Maurin des Maures.
- Vanessa Paradis (* 1972) besitzt ein Haus in Le Plan-de-la-Tour.

## Städtepartnerschaft
Seit 1994 pflegt Le Plan-de-la-Tour eine Partnerschaft mit der italienischen Gemeinde Perosa Argentina im Piemont.